# Mitteralm (Brannenburg)
Die Mitteralm (auch: Mailalm und Tölle-Alm, früher: Hoferalpe) ist eine Alm in der Gemeinde Brannenburg.
Die Max-Reindl-Hütte auf der Mitteralm steht unter Denkmalschutz und ist unter der Nummer D-1-87-120-65 in die Bayerische Denkmalliste eingetragen.

## Baubeschreibung

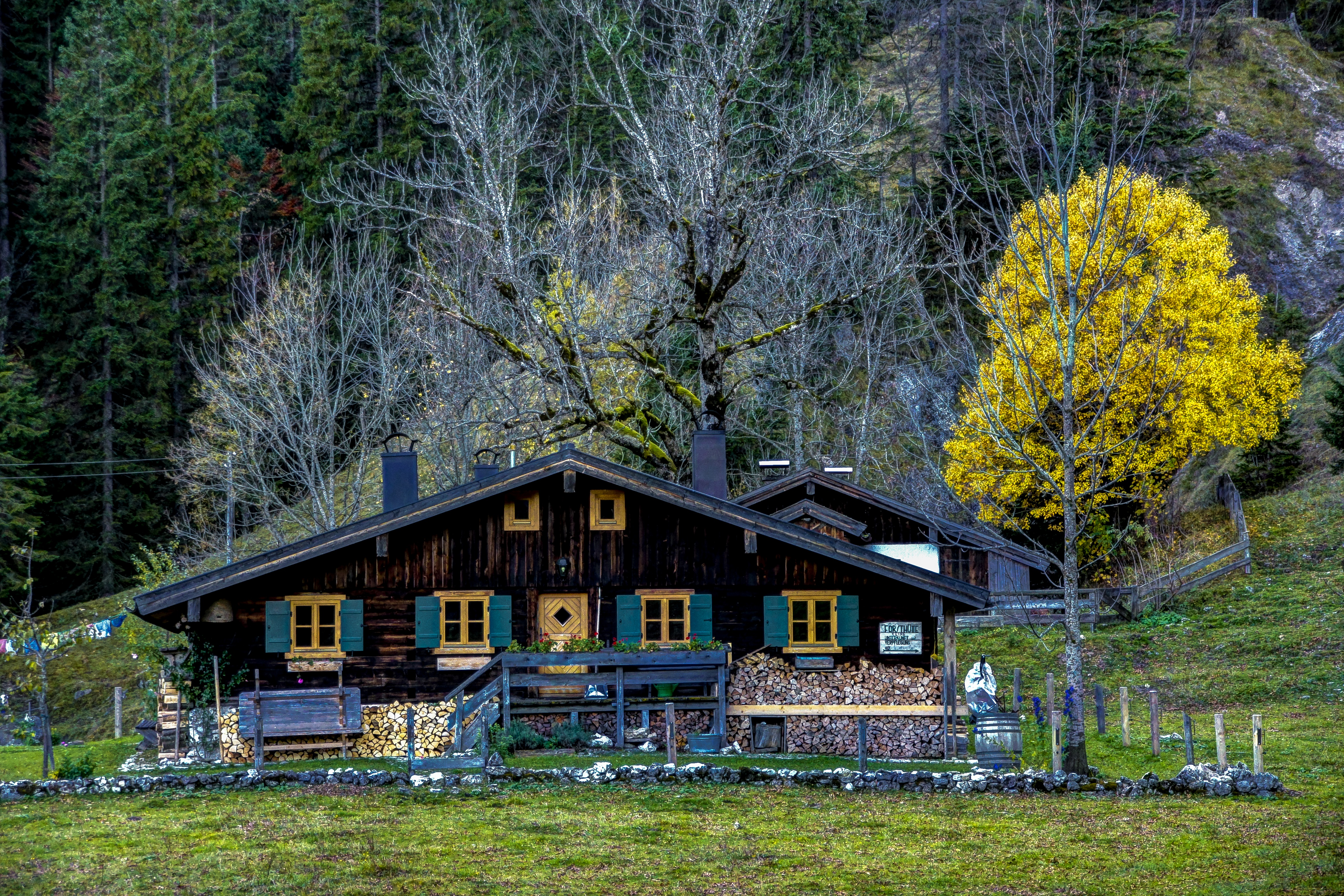
Max-Reindl-Hütte auf der Mitteralm

Bei der Max-Reindl-Hütte auf der Mitteralm handelt es sich um einen erdgeschossigen Blockbau mit Flachsatteldach, der vermutlich im 18. Jahrhundert erbaut wurde.
Weitere Bauten auf der Mitteralm sind die Mailhütte aus dem Jahr 1810, die DR-Dörfler-Hütte, welche von der evangelischen Jugend genutzt wird, eine Kapelle aus den 1980er Jahren sowie die Alpenvereinshütte Mitteralm gegenüber der Bahnstation der Wendelsteinbahn.

## Heutige Nutzung
Die Mitteralm ist bestoßen, die Alpenvereinshütte Mitteralm ist ganzjährig bewirtet.

## Sonstiges
In der Nähe der Mitteralm entstanden Außenaufnahmen für den Film Wer früher stirbt ist länger tot von Marcus H. Rosenmüller.

## Lage
Die Mitteralm befindet sich südwestlich von Brannenburg auf einer Höhe von 1160 m ü. NHN. Die Alm liegt östlich vom Gipfel des Wendelsteins direkt an der Wendelsteinbahn.